# Grand Prix-wegrace van de Verenigde Staten 2008
De Grand Prix-wegrace van de Verenigde Staten 2008 was de elfde race van het wereldkampioenschap wegrace-seizoen 2008. De race werd verreden op 20 juli 2008 op Laguna Seca nabij Monterey, Californië, Verenigde Staten. Tijdens deze race waren de 250cc en 125cc afwezig.

## Uitslag

### MotoGP
| Pos | Nr | Rijder           | Constructeur | Rondes | Tijd      | Grid | Punten |
| --- | -- | ---------------- | ------------ | ------ | --------- | ---- | ------ |
| 1   | 46 | Valentino Rossi  | Yamaha       | 32     | 44:04.311 | 2    | 25     |
| 2   | 1  | Casey Stoner     | Ducati       | 32     | +13.001   | 1    | 20     |
| 3   | 7  | Chris Vermeulen  | Suzuki       | 32     | +26.609   | 8    | 16     |
| 4   | 4  | Andrea Dovizioso | Honda        | 32     | +34.901   | 9    | 13     |
| 5   | 69 | Nicky Hayden     | Honda        | 32     | +35.663   | 3    | 11     |
| 6   | 14 | Randy de Puniet  | Honda        | 32     | +37.668   | 6    | 10     |
| 7   | 24 | Toni Elías       | Ducati       | 32     | +41.629   | 10   | 9      |
| 8   | 11 | Ben Spies        | Suzuki       | 32     | +41.927   | 13   | 8      |
| 9   | 52 | James Toseland   | Yamaha       | 32     | +43.019   | 5    | 7      |
| 10  | 56 | Shinya Nakano    | Honda        | 32     | +44.391   | 12   | 6      |
| 11  | 12 | Jamie Hacking    | Kawasaki     | 32     | +46.258   | 17   | 5      |
| 12  | 50 | Sylvain Guintoli | Ducati       | 32     | +55.273   | 14   | 4      |
| 13  | 15 | Alex de Angelis  | Honda        | 32     | +55.521   | 16   | 3      |
| 14  | 5  | Colin Edwards    | Yamaha       | 32     | +1:02.380 | 7    | 2      |
| 15  | 65 | Loris Capirossi  | Suzuki       | 32     | +1:08.207 | 11   | 1      |
| 16  | 33 | Marco Melandri   | Ducati       | 32     | +1:10.962 | 15   |        |
| 17  | 13 | Anthony West     | Kawasaki     | 31     | +1 ronde  | 18   |        |
| DNF | 48 | Jorge Lorenzo    | Yamaha       | 0      | Ongeluk   | 4    |        |

## Tussenstand na wedstrijd

### MotoGP
| Pos | Nr | Rijder           | Team   | Punten |
| --- | -- | ---------------- | ------ | ------ |
| 1   | 46 | Valentino Rossi  | Yamaha | 212    |
| 2   | 1  | Casey Stoner     | Ducati | 187    |
| 3   | 2  | Dani Pedrosa     | Honda  | 171    |
| 4   | 48 | Jorge Lorenzo    | Yamaha | 114    |
| 5   | 4  | Andrea Dovizioso | Honda  | 103    |

1961 · 1962 · 1963 · 1964 · 1965 · 1988 · 1989 · 1990 · 1991 · 1993 · 1994 · 2005 · 2006 · 2007 · 2008 · 2009 · 2010 · 2011 · 2012 · 2013